# Гідравлічна система золовидалення
Гідравлічна система золовидалення — один з головних технологічних елементів теплових електричних станцій (ТЕС), які працюють на твердому паливі. 

## Загальний опис
Гідравлічна система золовидалення включає гідравлічні системи внутрішньоцехового та зовнішнього видалення золи та шлаку. У межах котельного приміщення шляхом змивання водою здійснюється видалення шлаку та золи з шлакових і зольних бункерів та бетонними каналами за допомогою струменів води із спеціальних сопел переміщення до зумпфу насосної станції системи зовнішнього золошлаковидалення. Така технологія транспортування обумовлює дуже низьку концентрацію гідросуміші (S = 3 — 5 %).
Надалі золошлакова гідросуміш транспортується трубопроводами системи зовнішнього золовидалення до гідровідвалу.
Транспортна вода після прояснення природним шляхом у картах гідровідвалу повертається до електростанції для повторного використання системою зворотного водопостачання.